# Francesco Coccopalmerio
Francesco Coccopalmerio (San Giuliano Milanese, 6 maart 1938) is een Italiaans geestelijke en een kardinaal van de Rooms-Katholieke Kerk, werkzaam voor de Romeinse Curie.
Na zijn priesterwijding op 28 juni 1962 studeerde Coccopalmerio canoniek recht en moraaltheologie. Daarna doceerde hij canoniek recht aan onder andere de Pauselijke Universiteit Gregoriana.
Op 8 april 1993 werd Coccopalmerio benoemd tot hulpbisschop van Milaan. Als titulair bisdom kreeg hij Coeliana toegewezen; zijn bisschopswijding vond plaats op 22 mei 1993. Op 15 februari 2007 volgde Coccopalmerio Julián Herranz Casado op als President van de Pauselijke Raad voor de Wetteksten; tevens werd hij bevorderd tot titulair aartsbisschop.
Coccopalmerio werd tijdens het consistorie van 18 februari 2012 kardinaal gecreëerd, met de rang van kardinaal-diaken. Zijn titeldiakonie werd de San Giuseppe dei Falegnami. Hij nam deel aan het conclaaf van 2013.
In juni 2017 werd zijn secretaris, Mgr. Luigi Capozzi, gearresteerd door de Vaticaanse gendarmerie tijdens een homoseksuele drugsparty die hij hield in zijn appartement binnen het Vaticaan, in het Palazzo del Sant'Uffizio. De bisschopswijding waar hij voor was voorgesteld, ging niet door. Volgens bronnen in het Vaticaan was kardinaal Coccopalmerio in 2017 bij de party aanwezig. Hij werd in de gelegenheid gesteld het pand te verlaten. Coccopalmerio stond bekend om zijn milde standpunt ten aanzien van homoseksuele relaties en zijn steun aan de postsynodale exhortatie Amoris Laetitia.
Op 6 maart 2018 verloor Coccopalmerio – in verband met het bereiken van de 80-jarige leeftijd – het recht om deel te nemen aan een toekomstig conclaaf. Hij ging op 7 april 2018 met emeritaat.
Op 4 maart 2022 werd Coccopalmerio bevorderd tot kardinaal-priester. Zijn titeldiakonie werd tevens zijn titelkerk pro hac vice.
De wapenspreuk van Francesco Coccopalmerio luidt "IUSTUS UT PALMA FLOREBIT" (De rechtvaardige zal bloeien als een palm) naar Psalm 92:12.